# The Sandman (sèrie de televisió)
The Sandman és una sèrie de televisió de drama fantàstic basada en la sèrie de còmics del mateix nom escrita per Neil Gaiman i publicada per DC Comics. Com el còmic, The Sandman explica la història de Morfeu/Somni, interpretat per Tom Sturridge, amb Boyd Holbrook, Vivienne Acheampong i Patton Oswalt en papers principals. Va ser desenvolupada per Gaiman, David S. Goyer i Allan Heinberg per Netflix i produïda per DC Entertainment i Warner Bros. Television. S'ha subtitulat al català.
La primera temporada es va estrenar el 5 d'agost de 2022 a la plataforma Netflix i constava de 10 episodis, amb un episodi addicional afegit el 19 d'agost. El novembre de 2022 es va renovar per a una segona temporada.

## Argument
Somni, la personificació dels somnis i un dels set «eterns», és capturat en un ritual oculista el 1916. Després d'estar captiu durant 106 anys, Somni s'escapa i es disposa a restaurar l'ordre als seus reialmes.

## Repartiment

### Principal
- Tom Sturridge com a Morfeu/Somni, la personificació dels somnis i malsons, i governant del regne dels somnis.[6][7]
- Boyd Holbrook com a Corintià, un malson que es va escapar del regne dels somnis.[6]
- Vivienne Acheampong com a Lucienne, bibliotecària del regne dels somnis i encarregada durant l'absència de Somni.[6][7]
- Patton Oswalt com a veu en la versió anglesa de Matthew el corb, l'emissari de Somni.[8][9]

### Co-protagonistes
- David Thewlis com a John Dee, fill de Cripps i Burgess.[8][9]
- Jenna Coleman com a Johanna Constantine, detectiu ocultista.[8][9][10]
- Gwendoline Christie com a Lucifer Morningstar, dirigent de l'Infern.[6][11]
- Kirby Howell-Baptiste com a Mort, la personificació de la mort i germana de Somni.[8][9]
- Ferdinand Kingsley com a Hob Gadling, amic de Somni.[12]
- Sandra James-Young com a Unity Kinkaid, benefactora i rebesàvia de Rose.[8][9]
- Kyo Ra com a Rose Walker/El Vòrtex, dona jove que busca el seu germà perdut.[8][9][13]
- Razane Jammal com a Lyta Hall, amiga de Rose.[8][9]
- Eddie Karanja com a Jed Walker/Home sorra, germà petit de Rose.

## Llista d'episodis
| Núm. | Títol                              | Direcció                      | Teleplay by                                  | Data d'estrena original |
| ---- | ---------------------------------- | ----------------------------- | -------------------------------------------- | ----------------------- |
| 1    | «El son dels justos»               | Mike Barker                   | Neil Gaiman, David S. Goyer i Allan Heinberg | 5 d'agost de 2022       |
| 2    | «Amfitrions imperfectes»           | Jamie Childs                  | Allan Heinberg                               | 5 d'agost de 2022       |
| 3    | «Somia amb mi»                     | Jamie Childs                  | Jim Campolongo                               | 5 d'agost de 2022       |
| 4    | «Una esperança a l'infern»         | Jamie Childs                  | Austin Guzman                                | 5 d'agost de 2022       |
| 5    | «24 hores»                         | Jamie Childs                  | Ameni Rozsa                                  | 5 d'agost de 2022       |
| 6    | «El so de les seves ales»          | Mairzee Almas                 | Lauren Bello                                 | 5 d'agost de 2022       |
| 7    | «La casa de nines»                 | Andrés Baiz                   | Heather Bellson                              | 5 d'agost de 2022       |
| 8    | «Jugar a pares i mares»            | Andrés Baiz                   | Alexander Newman-Wise                        | 5 d'agost de 2022       |
| 9    | «Col·leccionistes»                 | Coralie Fargeat               | Vanessa James Benton                         | 5 d'agost de 2022       |
| 10   | «Cors perduts»                     | Louise Hooper                 | Jay Franklin                                 | 5 d'agost de 2022       |
| 11   | «Un somni de mil gats / Cal·líope» | Hisko Hulsing / Louise Hooper | Catherine Smyth-McMullen                     | 19 d'agost de 2022      |